# Tochmarc Étaíne
Tochmarc Étaíne ['toxmark 'eːdainʴe] (‚Das Werben um Étaín‘) ist der Titel einer Erzählung aus dem Mythologischen Zyklus der Irischen Mythologie. Sie ist im Lebor Dromma Snechta (‚Das Buch von Druim Snechta‘) und im Lebor na hUidre („Das Buch der dunkelfarbigen Kuh“) sowie in einer großen Zahl von im Detail unterschiedlichen Variationen überliefert.

## Inhalt
Étaín ist die Tochter des Dagda und der Boann, aber auch in anderen Versionen die Pflegetochter von Bresal oder die Tochter von Ailill mac Máta. Oengus mac ind Óc wirbt für seinen Ziehvater Midir um Étaín. Sie wird dann die zweite Gattin oder Geliebte Midirs, des Sohnes des Dagda, der im Síd Brí Leíth (Slieve Callory, County Longford) wohnt. Midirs erste Frau Fuamnach hasst Étaín und verfolgt sie mit Fíth-fáth (Druidenzauber). Immer wieder verwandelt sie die Rivalin, u. a. in eine Möwe und in eine Fliege, bis sie am Schluss zu einem ätherischen Wesen wird, das der Wind davonträgt. Sie wird von der Gattin des Kriegers Étar verschluckt und nach 1012 (Zahlenmystik) Jahren nun wiedergeboren. Als Étars Tochter heiratet sie schließlich den König von Ulster, Eochaid Airem. In der verwickelten Geschichte mit mehreren Versionen verliebt sich Eochaids Bruder Ailill Anguba in sie, dann wirbt Midir neuerlich um sie, gewinnt sie Eochaid im fidchell-Spiel ab und fliegt mit ihr als Schwanenpaar davon. Mit Étains Tochter Ésa, die Eochaid irrtümlich für Étain selbst hält und schwängert, zeugt er Mes Buachalla, die später in ihrer Ehe mit Etarscél Mutter des berühmten Königs Conaire Mór wird.
In einer anderen Version nimmt Midirs Ziehsohn Oengus Étain als Luftwesen zu sich und baut ihr ein Glashaus, wo sie sich bei Blumenduft wieder erholen kann. Aber Fuamnach verwandelt sie erneut und so fliegt sie sieben Jahre über Irland dahin. Da Oengus ihre Zauberei durchschaut, enthauptet er sie zusammen mit ihrem Ziehvater Bresal. Die weitere Handlung ähnelt dann der oben erzählten Version.
Auch der Harfenspieler Abhcan soll im Verlauf der Handlung von Oengus getötet worden sein.

## Metrische Kurzzeile
In dieser Erzählung sind auch einige Passagen in Versform vorhanden, beispielsweise ein Arbeitsgesang der Elfen Midirs in der typischen Kurzzeilen-Liedform, während sie einen Damm durch einen Sumpf bauen müssen:

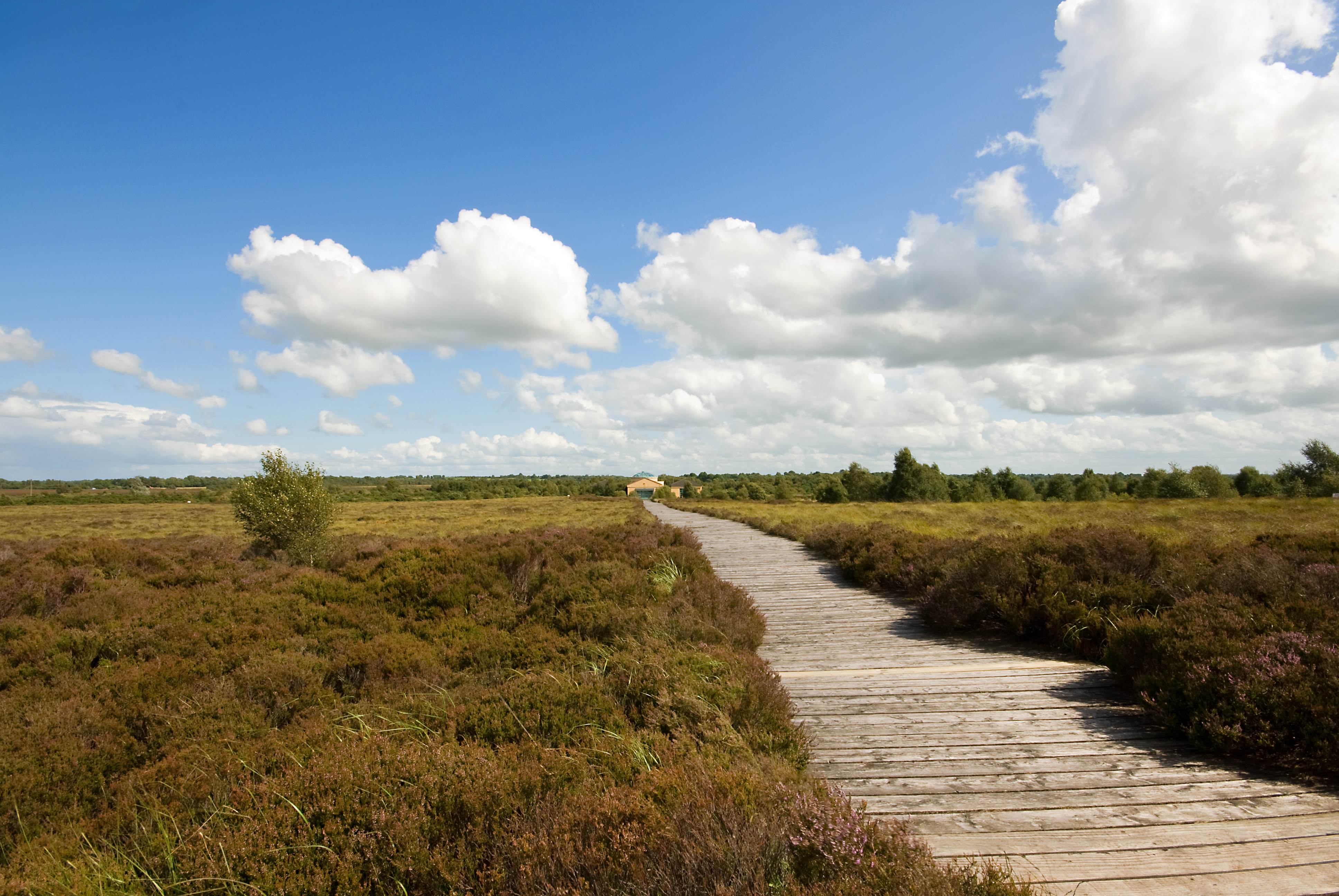
Der „Corlea Trackway“

| core i láim, tochre i láim airderc damrad, tráthaib íar fun. fortrom áilges. ní fess cuich less cuich aimless de thochur tar Móin Lamraige. | Gebt von Hand zu Hand, vortreffliche Arbeiter, in den Stunden nach Sonnenuntergang. Überschwer ist die Zumutung. Niemand weiß, wessen der Nutzen, wessen der Nachteil von dem Aufwurf über Móin Lamraige. |

Der Hintergrund dieses Einschubs ist, dass Midir einige Aufgaben erfüllen muss, darunter das Pflanzen eines Waldes und den Bau einer Straße durch das Sumpfgebiet Móin Lámraige (County Longford) innerhalb eines Jahres. Mit Hilfe seiner Elfen gelingt ihm die Lösung. Dieses Bauwerk soll der heute noch vorhandene eisenzeitliche Corlea Trackway, auch Danes Road (‚Dänen-Straße‘) genannt, sein.